# Коновалов, Павел Георгиевич
Павел Георгиевич Коновалов — советский военный, государственный и политический деятель, генерал-майор (19.03.1944).

## Биография
Родился в 1904 году. Член КПСС с 1930 года.
С 1925 года — на военной службе, общественной и политической работе. В 1925—1961 гг. — участник борьбы с басмачеством, заместитель начальника 88-го погранотряда ПВ НКВД Белорусского округа, военный комиссар 4-й дивизии войск НКВД, военный комиссар 8-й мотострелковой дивизии ВВ НКВД, член Военного Совета 12-й армии, член Военного совета 5-й танковой армии, член Военного совета 46-й армии 3-го Украинского фронта, на командных должностях и политической работе в Советской Армии.
Умер в Москве 10 июня 1997 года. Похоронен на Кузьминском кладбище.